# Razbojna (ås)
Razbojna (bulgariska: Разбойна) är en ås i Bulgarien.   Den ligger i regionen Sliven, i den centrala delen av landet, 250 km öster om huvudstaden Sofia.
I omgivningarna runt Razbojna växer i huvudsak lövfällande lövskog. Runt Razbojna är det ganska glesbefolkat, med 26 invånare per kvadratkilometer.